# Каролајна (Алабама)
Каролајна (енгл. Carolina) град је у америчкој савезној држави Алабама. По попису становништва из 2010. у њему је живело 297 становника.

## Демографија
Према попису становништва из 2010. у граду је живело 297 становника, што је 49 (19,8%) становника више него 2000. године.
| Група             | 2000.       | 2010.       |
| Белци             | 247 (99,6%) | 287 (96,6%) |
| Афроамериканци    | 1 (0,4%)    | 1 (0,3%)    |
| Азијати           | 0 (0,0%)    | 0 (0,0%)    |
| Хиспаноамериканци | 1 (0,4%)    | 0 (0,0%)    |
| Укупно            | 248         | 297         |